# Mario Lavrenčič
Mario Lavrenčič (tudi Laurencig), slovenski rimskokatoliški duhovnik, protifašist in narodni delavec, * 21. november 1908, Vrh pri Podbonescu, † 17. april 1989, Štoblank pri Dreki.

## Življenje
Rodil se je na Vrhu (domače Varh) pri Podbonescu. V Vidmu je 1934 končal študij bogoslovja. Istega leta je začel službovati v Štoblanku pri Dreki in kljub fašistični prepovedi pridigal v slovenščini. Med drugo svetovno vojno je deloval kot protifašist. Po kapitulaciji Italije je uvedel slovensko bogoslužje. Z Emilom Cenčičem je od 1966 urejal kulturno-verski list Dom. Dejaven je bil zlasti na socialnem področju, organiziral pa je tudi več osrednjih slovenskih kulturnih in političnih prireditev v Beneški Sloveniji.